# Levy Mwanawasa
 (mai 2020).
Si vous disposez d'ouvrages ou d'articles de référence ou si vous connaissez des sites web de qualité traitant du thème abordé ici, merci de compléter l'article en donnant les références utiles à sa vérifiabilité et en les liant à la section « Notes et références ».
Levy Patrick Mwanawasa, né le 3 septembre 1948 à Mufulira (Rhodésie du Nord) et mort le 19 août 2008 à Clamart (France), est un homme d'État zambien, président de la République de 2002 à 2008. Il est mort le 19 août à l'hôpital Percy de Clamart, où il était hospitalisé après une attaque cérébrale lors du sommet de l'Union africaine à Charm el-Cheikh en Égypte.

## Biographie
Mwanawasa est né à Mufulira en Rhodésie du Nord (nom de la Zambie avant son indépendance), à la frontière avec la province du Katanga (Congo belge à l'époque et désormais République démocratique du Congo). Il grandit dans une famille de dix enfants. Mwanawasa obtient un diplôme de droit de l'université de Zambie et commence à travailler dans un cabinet d'avocat à partir de 1974.
En 1978, il fonde son propre cabinet Mwanawasa & Company avant de devenir, pour un an, Solicitor General de Zambie. Il quitte son cabinet en mars 1992.

### Vice-président de la République de Zambie (1991-1994)
Cofondateur en 1990, du Mouvement pour la démocratie multi-partite (Movement for Multiparty Democracy ou MMD), le premier parti d'opposition autorisé en Zambie, Mwanawasa est nommé vice-président par le nouveau président zambien Frederick Chiluba, le 1er novembre 1991, après la victoire de ce dernier contre Kenneth Kaunda qui gouvernait le pays depuis son indépendance.
Le 8 décembre 1991, le vice-président Levy Mwanawasa est victime d'un accident de la circulation qui cause la mort d'un de ses conseillers et de graves blessures à Castro Chiluba, un des fils du président. Mwanawasa subit de multiples fractures et est évacué vers Johannesburg en Afrique du Sud pour y subir une opération chirurgicale. Après trois mois d'hospitalisation, Mwanawasa revient à Lusaka, la capitale zambienne.

### L'ascension politique au sein du MMD
En 1994, Mwanawasa démissionne de son poste de vice-président, protestant contre la corruption qui gangrène l'État zambien et le fait que personne ne respecte l'autorité du gouvernement dans l'administration. L'ancien vice-président se lance dans la campagne pour la présidence du Mouvement pour une démocratie multipartite en 1996, mais subit une défaite face au président Chiluba.
Le président Chiluba ne peut se représenter à l'élection de 2001, atteint par la limite constitutionnelle de deux mandats. Le comité national exécutif du MMD investit Mwanawasa candidat officiel en août 2001.
Mwanawasa est élu le 27 décembre 2001 face à neuf candidats dont les anciens vice-présidents Godfrey Miyanda et Christon Tembo mais surtout Anderson Mazoka de l'Unified Party for National Development (Parti unifié pour le développement national ou UPND). Cette élection donne lieu à beaucoup de contestation de la part de l'opposition et en particulier de Mazoka qui n'a perdu que de deux points : 27,15 % face aux 29,16 % de Mwanawasa. Les observateurs de l'Union européenne venus surveiller le scrutin constatent de nombreuses irrégularités et le déclarent illégitime. Cela ne change rien et Mwanawasa est investi le 2 janvier 2002.

### Présidence de la République (2002-2008)
Dès son entrée en fonction, le président Mwanawasa lance une grande opération mani pulite dont le temps fort est la mise en examen de l'ancien président Chiluba et de nombre de ses proches fin 2003. Certains ne voient dans cette opération anti-corruption qu'un moyen pour Mwanawasa de se débarrasser des factions du MMD qui refusent sa mainmise sur le parti, et de mettre Chiluba hors-jeu.
À contre-courant de la majorité des chefs d'État et de gouvernements de l'Afrique australe, il critique son homologue zimbabwéen Robert Mugabe pour la gestion de son pays, comparant le Zimbabwe à « un Titanic en train de sombrer », il avait aussi dénoncé l'attitude silencieuse de la majorité de ses homologues régionaux lors des violences perpétués dans le pays durant le mois de juin 2008. Il avait alors octroyé l'asile politique aux responsables de l'opposition zimbabwéenne et ouvert ses frontières aux réfugiés fuyant le Zimbabwe. 
Levy Mwanawasa s’engage dans la campagne présidentielle de 2006 en mettant en avant ses bons résultats économiques, en particulier la progression de la croissance et la baisse de l’inflation. Le 28 septembre, il est largement réélu avec 42,98 % des suffrages contre 29,37 % pour Michael Sata (Front patriotique, PF) et 25,32 % pour Hakainde Hichilema (Alliance démocratique unie, UPND).
Le 1er juillet 2008, il est admis à l'hôpital d'instruction des armées Percy à Clamart près de Paris à la suite d'un malaise survenu deux jours plus tôt lors du sommet de l'Union africaine à Charm el-Cheikh en Égypte. Le 3 juillet, son décès est annoncé prématurément par la radio sud-africaine 702 Talk Radio citant l'ambassade de Zambie et repris par différentes agences de presse, avant d'être démenti quelques heures plus tard par le vice-président zambien Rupiah Banda. Il est décédé dans l'établissement français où il avait été hospitalisé le 19 août 2008.

## Vie privée
Mwanawasa est marié en secondes noces à Maureen Mwanawasa. Le couple a quatre enfants, et il a en outre deux enfants de son premier mariage : Miriam et Patrick. Maureen Mwanawasa est une ancienne membre des témoins de Jéhovah.
Il devient chrétien baptiste en 2005 et est baptisé à l'église baptiste Twin Palm de Lusaka.

## Distinctions
Le Stade Levy Mwanawasa situé à Ndola, d'une capacité de 49 800 places est baptisé en son honneur en 2012.